# Bulgarije op de Olympische Zomerspelen 1956
Bulgarije nam deel aan de Olympische Zomerspelen 1956 in Melbourne, Australië en Stockholm, Zweden (onderdelen paardensport). Voor het eerst in de geschiedenis werd een gouden medaille behaald. Ook het zilver, zelfs in drievoud, was een primeur.

## Medailleoverzicht
| Sport     | Olympiër | Onderdeel                 | Medaille |
| --------- | --- | ------------------------- | -------- |
| Worstelen | Nikola Stanchev | -79 kg vrije stijl (m)    | Goud     |
| Worstelen | Dimitar Dobrev | -79 kg Grieks-Romeins (m) | Zilver   |
| Worstelen | Petko Sirakov | -87 kg Grieks-Romeins (m) | Zilver   |
| Worstelen | Yusein Mekhmedov | +87 kg vrije stijl (m)    | Zilver   |
| Voetbal   | Stefan Bozhkov Todor Diev Georgi Dimitrov Milcho Goranov Ivan Kolev Nikola Kovachev Manol Manolov Dimitar Milanov Georgi Naydenov Panayot Panayotov Kiril Rakarov Gavril Stoyanov Krum Yanev Yordan Yosifov | mannen                    | Brons    |

## Deelnemers en resultaten

### Basketbal
| Olympiër | Onderdeel | Resultaat | Prestatie |
| --- | --------- | --------- | --- |
| Atanas Atanasov Georgi Kanev Georgi Panov Iliya Mirchev Konstantin Totev Lyubomir Panov Nikolay Ilov Tsvetko Slavov Vasil Manchenko Viktor Radev Vladimir Savov | mannen    | 5e        | groep C: 2de V van Uruguay: 65-70 W van Zuid-Korea: 89-58 W van Taiwan: 88-71 kwartfinale groep B: 3de V van Verenigde Staten: 44-85 V van Sovjet-Unie: 56-66 W van Brazilië: 82-73 5-8ste plek: W van Filipijnen: 80-70 5-6de plek: W van Brazilië: 64-52 |

| Groep C |            |             |             |             |        |        |        |        |
|         | Land       | Wedstrijden | Wedstrijden | Wedstrijden | Punten | Punten | Punten | Punten |
| G       | Land       | W           | V           | V           | T      | Saldo  |        | Punten |
| 1       | Uruguay    | 3           | 3           | 0           | 238    | 187    | +51    | 6      |
| 2       | Bulgarije  | 3           | 2           | 1           | 242    | 199    | +43    | 5      |
| 3       | Taiwan     | 3           | 1           | 2           | 216    | 249    | -33    | 4      |
| 4       | Zuid-Korea | 3           | 0           | 3           | 194    | 255    | -61    | 3      |

| Ronde      | Plaats    | Land  | Score      | Land |
| ---------- | --------- | ----- | ---------- | ---- |
| Groepsfase |           |       |            |      |
| Melbourne  | Uruguay   | 70-65 | Brazilië   |      |
| Melbourne  | Bulgarije | 89-58 | Zuid-Korea |      |
| Melbourne  | Taiwan    | 71-88 | Brazilië   |      |

| Kwartfinale groep B |                  |             |             |             |        |        |        |        |
|                     | Land             | Wedstrijden | Wedstrijden | Wedstrijden | Punten | Punten | Punten | Punten |
| G                   | Land             | W           | V           | V           | T      | Saldo  |        | Punten |
| 1                   | Verenigde Staten | 3           | 3           | 0           | 283    | 150    | +133   | 6      |
| 2                   | Sovjet-Unie      | 3           | 2           | 1           | 208    | 209    | -1     | 5      |
| 3                   | Bulgarije        | 3           | 1           | 2           | 182    | 224    | -42    | 4      |
| 4                   | Brazilië         | 3           | 0           | 3           | 192    | 282    | -90    | 3      |

| Ronde       | Plaats    | Land  | Score            | Land |
| ----------- | --------- | ----- | ---------------- | ---- |
| Kwartfinale |           |       |                  |      |
| Melbourne   | Bulgarije | 44-85 | Verenigde Staten |      |
| Melbourne   | Bulgarije | 56-66 | Sovjet-Unie      |      |
| Melbourne   | Bulgarije | 82-73 | Brazilië         |      |
| 5-8ste plek |           |       |                  |      |
| Melbourne   | Bulgarije | 80-70 | Filipijnen       |      |
| 7-8ste plek |           |       |                  |      |
| Melbourne   | Bulgarije | 64-52 | Brazilië         |      |

### Boksen
| Olympiër       | Onderdeel  | Resultaat | Prestatie                                                                         |
| -------------- | ---------- | --------- | --------------------------------------------------------------------------------- |
| Boris Nikolov  | -71 kg (m) | 5e        | 1ste ronde: W van PAK Safdar: punten kwartfinale: V van POL Pietrzykowski: punten |
| Bozhko Lozanov | +81 kg (m) | 5e        | 1ste ronde: V van URS Mukhin: knock-out                                           |

### Gewichtheffen
| Olympiër       | Onderdeel  | Resultaat | Prestatie                                                                                      |
| -------------- | ---------- | --------- | ---------------------------------------------------------------------------------------------- |
| Ivan Abadzhiev | -75 kg (m) | 7e        | drukken: 15de met 102,5 kg trekken: 2de met 117,5 kg stoten: 6de met 137,5 kg totaal: 357,5 kg |
| Ivan Veselinov | -90 kg (m) | 5e        | drukken: 4de met 132,5 kg trekken: 6de met 120 kg stoten: 5de met 155 kg totaal: 407,5 kg      |

### Turnen
| Olympiër                 | Onderdeel                | Resultaat | Prestatie |
| ------------------------ | ------------------------ | --------- | --- |
| Velik Kapsazov           | meerkamp individueel (m) | 19e       | vloer: 33st met 18,15 punten sprong: 36ste met 18,25 punten brug met gelijke leggers: 24ste met 18,50 punten brug met gelijke leggers: 13de met 18,75 punten ringen: 20ste met 18,45 punten paard met bogen: 16de met 18,65 punten totaal: 110,75 punten   |
| Stoyan Stoyanov          | meerkamp individueel (m) | 45e       | vloer: 41ste met 17,90 punten sprong: 28ste met 18,35 punten brug met gelijke leggers: 24ste met 18,50 punten brug met gelijke leggers: 10de met 18,80 punten ringen: 54ste met 15,65 punten paard met bogen: 38ste met 17,85 punten totaal: 107,05 punten |
| Mincho Todorov           | meerkamp individueel (m) | 47e       | vloer: 6de met 18,80 punten sprong: 28ste met 18,35 punten brug met gelijke leggers: 40ste met 18,00 punten brug met gelijke leggers: 39ste met 18,10 punten ringen: 55ste met 15,55 punten paard met bogen: 49ste met 17,40 punten totaal: 106,20 punten  |
|                          |                          |           | |
| Ivanka Dolzheva          | meerkamp individueel (v) | 19e       | vloer: 44ste met 17,800 punten sprong: 27ste met 18,100 punten brug: 14de met 18,366 punten balk: 26ste met 17,866 punten totaal: 72,133 punten |
| Saltirka Spasova-Tarpova | meerkamp individueel (v) | 36e       | vloer: 30ste met 18,100 punten sprong: 35ste met 18,000 punten brug: 27ste met 18,033 punten balk: 54ste met 16,833 punten totaal: 70,966 punten |
| Tsvetanka Stancheva      | meerkamp individueel (v) | 33e       | vloer: 25ste met 18,133 punten sprong: 46ste met 17,800 punten brug: 35ste met 17,766 punten balk: 33ste met 17,566 punten totaal: 71,266 punten |

### Voetbal
| Olympiër | Onderdeel | Resultaat | Prestatie |
| --- | --------- | --------- | --- |
| Stefan Bozhkov Todor Diev Georgi Dimitrov Milcho Goranov Ivan Kolev Nikola Kovachev Manol Manolov Dimitar Milanov Georgi Naydenov Panayot Panayotov Kiril Rakarov Gavril Stoyanov Krum Yanev Yosif Yosifov | mannen    | Brons     | 1ste ronde: W van Egypte: walk-over kwartfinale: W van Groot-Brittannië: 6-1 halve finale: V van Sovjet-Unie: 1-2 bronzen finale: W van India: 3-0 |

### Worstelen
| Olympiër         | Onderdeel      | Resultaat      | Prestatie |
| Grieks-Romeins   | Grieks-Romeins | Grieks-Romeins | Grieks-Romeins |
| ---------------- | -------------- | -------------- | --- |
| Dinko Petrov     | -57 kg (m)     | 6e             | 1ste ronde: W van SWE Vesterby: 2-1 2de ronde: W van BEL Vercouteren: 3-0 3de ronde: V van URS Vyrupayev                                                                   |
| Dimitar Stoyanov | -67 kg (m)     | 5e             | 1ste ronde: W van SWE Anderberg: 3-0 2de ronde: W van USA Evans: 3-0 3de ronde: V van FIN Lehtonen: 0-3 4de ronde: W van AUT Brötzner: 3-0 5de ronde: V van TUR Doğan: 1-2 |
| Mitko Petkov     | -73 kg (m)     | 7e             | 1ste ronde: W van NOR Vargset: 3-0 2de ronde: V van TUR Bayrak |
| Dimitar Stoyanov | -79 kg (m)     | Zilver         | 1ste ronde: W van YUG Simić: 3-0 2de ronde: vrij 3de ronde: W van FIN Punkari: 2-1 4de ronde: V van URS K'art'ozia: 1-2 5de ronde: W van SWE Jansson: 3-0                  |
| Petko Sirakov    | -87 kg (m)     | Zilver         | 1ste ronde: V van URS Nikolayev: 0-3 2de ronde: W van TUR Atan: 2-1 3de ronde: W van USA Thomas 4de ronde: W van CAN Steckle 5de ronde: W van SWE Nilsson: 3-0             |
| Yusein Mekhmedov | +87 kg (m)     | 8e             | 1ste ronde: W van FIN Kangasniemi: 3-0 2de ronde: V van GER Dietrich |
| Vrije stijl      |                |                | |
| Georgi Zaychev   | -67 kg (m)     | 10e            | 1ste ronde: V van TUR Güngör: 0-3 2de ronde: vrij 3de ronde: V van URS Bestayev                                                                                            |
| Georgi Zaychev   | -73 kg (m)     | 7e             | 1ste ronde: W van CAN Ochman 2de ronde: V van RSA de Villiers: 0-3 3de ronde: V van IRI Sorouri                                                                            |
| Nikola Stanchev  | -79 kg (m)     | Goud           | 1ste ronde: W van URS Sjirtladze: 3-0 2de ronde: V van JPN Katsuramoto 3de ronde: W van GER Sterr 4de ronde: W van SWE Lindblad 5de ronde: W van USA Hodge                 |
| Yusein Mekhmedov | +87 kg (m)     | Zilver         | 1ste ronde: W van IRI Noori: 3-0 2de ronde: W van FIN Kangasniemi 3de ronde: W van URS Vykhristyuk: 3-0 4de ronde: W van GBR Richmond: 3-0 finale: V van TUR Kaplan: 3-0   |

Afghanistan · Argentinië · Australië · Bahama's · België · Bermuda · Birma · Brazilië · Brits-Guiana · Bulgarije · Cambodja* · Canada · Ceylon · Chili · Colombia · Cuba · Denemarken · Duits eenheidsteam · Egypte* · Ethiopië · Fiji · Filipijnen · Finland · Frankrijk · Griekenland · Groot-Brittannië · Hongarije · Hongkong · Ierland · IJsland · India · Indonesië · Iran · Israël · Italië · Jamaica · Japan · Joegoslavië · Kenia · Liberia · Luxemburg · Malakka · Mexico · Nederland* · Nieuw-Zeeland · Nigeria · Noord-Borneo · Noorwegen · Oeganda · Oostenrijk · Pakistan · Peru · Polen · Portugal · Puerto Rico · Roemenië · Singapore · Sovjet-Unie · Spanje* · Taiwan · Thailand · Trinidad en Tobago · Tsjecho-Slowakije · Turkije · Uruguay · Venezuela · Verenigde Staten · Vietnam · Zuid-Afrika · Zuid-Korea · Zweden · Zwitserland*

*alleen deelgenomen in Stockholm